# БАТЭ (футбольный клуб)
БАТЭ́ (бел. БАТЭ) — белорусский профессиональный футбольный клуб из города Борисов. Основан в 1996 году. Является самым титулованным футбольным клубом Беларуси: 15-кратный чемпион, 5-кратный обладатель Кубка Беларуси, 8-кратный обладатель Суперкубка Беларуси. Является первым и единственным белорусским клубом, выходившим в групповой этап Лиги чемпионов.

## История

### 1973—1984
Команда под названием БАТЭ, представляющая одноимённый борисовский завод автотракторного электрооборудования, существовала в 1970-х — 1980-х годах.
Первым тренером команды в 1973—1981 годах был Лев Фёдорович Мазуркевич, с чьим именем связываются успехи БАТЭ на республиканском уровне в 1970-е годы. В год основания команда БАТЭ выступала в восточной зоне второй группы (Д2) чемпионата БССР. Уже первый сезон сложился для команды удачно. По его итогам она добилась права на следующий год выступать в чемпионате республики.
В 1974 году БАТЭ добился первого успеха — стал чемпионом БССР, выиграв за сезон 15 матчей из 18 проведённых.
Однако в следующем, 1975 году, БАТЭ пришлось довольствоваться лишь пятым местом.
В 1976 году БАТЭ оформил дубль, выиграв чемпионат и Кубок Белорусской ССР.
В дальнейшем БАТЭ ещё раз становился чемпионом (1979), серебряным призёром (1978) чемпионата БССР и дважды занимал четвёртое место (1977, 1981). В чемпионатах БССР команда провела 266 игр, из них 143 победы, 79 ничьих и 44 поражения. В 1984 году команда была расформирована.

### 1996—2007
В 1996 году инициативная группа решила возродить клуб. Президентом футбольного клуба БАТЭ был избран Анатолий Капский, главным тренером стал Юрий Пунтус. За два первых года своей новой истории клуб выиграл первенство Второй лиги и финишировав вторым в Первой, вышел в Высшую лигу, где в 1998 году сразу завоевал серебряные медали.

Чемпионский состав 1999 года.

В 1999 году БАТЭ захватил лидерство с первых туров и, так и не отдав его никому, впервые в своей истории стал чемпионом Беларуси. 1999 год также стал для клуба дебютным в еврокубках. За БАТЭ тогда выступали будущие лидеры сборной Беларуси Александр Глеб, Виталий Кутузов, а также будущий главный тренер Виктор Гончаренко.
В 1997—1999 годах имелся фарм-клуб «Смена-БАТЭ», игравший во Второй лиге. 2000 год стал для БАТЭ «серебряным». Чемпионат 2001 года принёс клубу бронзовые награды.
Сезон 2002 года стал для БАТЭ неоднозначным. Борисовчане впервые пробились в финал Кубка Беларуси, но со счётом 0:2 уступили «Гомелю». Удачно сложился сезон на европейской арене. Выступая в Кубке Интертото, БАТЭ одержал убедительную победу над представителем немецкой Бундеслиги, клубом «Мюнхен-1860», а затем практически на равных сыграв с итальянской «Болоньей». На финише чемпионата БАТЭ в отчаянной борьбе достиг лидировавший «Неман» и в «золотом» матче чемпионата, благодаря голу Валерия Тарасенко в дополнительное время, одержал победу со счётом 1:0.
В чемпионате 2003 года БАТЭ, несмотря на уверенную игру, к концу сезона оставался на пятом месте. В последнем туре чемпионата ему предстояло встречаться на выезде с минским «Динамо». Эта встреча должна была дать ответ на вопрос, на каком месте окажется БАТЭ: на втором или пятом. Но матч завершился уверенной победой БАТЭ 4:0, и команда снова завоевала серебряные медали.
В 2004 году БАТЭ, неудачно выступивший в Кубке УЕФА, в концовке чемпионата вновь претендовал на самые высокие места за тур до финиша, отставая от «Динамо» из Минска на два очка. И снова последняя встреча чемпионата предстояла с лидером на выезде. Однако на этот раз прошлогоднему триумфу не суждено было повториться. Уступив 0:2, клуб занял второе место.
Сезон 2005 года стал самым тяжёлым в истории БАТЭ. Во-первых, в конце предыдущего сезона команду покинул её бессменный тренер Юрий Пунтус, которого на тренерском мостике БАТЭ сменил Игорь Криушенко. Во-вторых, в новый клуб Пунтуса перешли ряд молодых игроков, на которых в этом сезоне возлагались большие надежды. БАТЭ уступил в финале Кубка МТЗ-РИПО, а по итогам чемпионата оказался на пятом месте, впервые в новейшей истории оставшись без медалей.
В 2006 году отмечался десятилетний юбилей воссоздания клуба. И БАТЭ достойно отметил эту дату. Борисовчане впервые стали обладателями Кубка Беларуси, в финале в дополнительное время со счётом 3:1 победив солигорский «Шахтёр». В чемпионате БАТЭ также финишировал первым, таким образом, сделав своеобразный дубль. Но на европейской арене клуб выступил неудачно, уступив во втором квалификационном раунде Кубка УЕФА казанскому «Рубину» в обеих встречах с общим счётом 0:5.
В 2007 году БАТЭ вышел в третий квалификационный раунд Лиги чемпионов УЕФА. В первом квалификационном раунде БАТЭ проиграл в гостях кипрскому «АПОЭЛу» 0:2, однако в домашнем матче сумел склонить чашу весов двухраундового противостояния в свою пользу, обыграв соперника со счётом 3:0. Во втором матче был уверенно переигран исландский «Хабнарфьордюр» — 3:1 на выезде, 1:1 в домашнем матче. В третьем раунде соперником БАТЭ был румынский клуб «Стяуа». Первый матч в Борисове завершился со счётом 2:2, во втором матче сильнее были румыны — 2:0. Выбыв из розыгрыша Лиги чемпионов, БАТЭ в первом раунде Кубка УЕФА встречался с испанским «Вильярреалом» — самым рейтинговым клубом розыгрыша — и потерпел два поражения: 1:4 на выезде и 0:2 на минском стадионе «Динамо». В чемпионате Беларуси БАТЭ досрочно, за четыре тура до финиша, завоевал чемпионский титул. В розыгрыше Кубка Беларуси БАТЭ снова дошёл до финала, где в серии послематчевых пенальти уступил брестскому «Динамо».

### 2008—2013

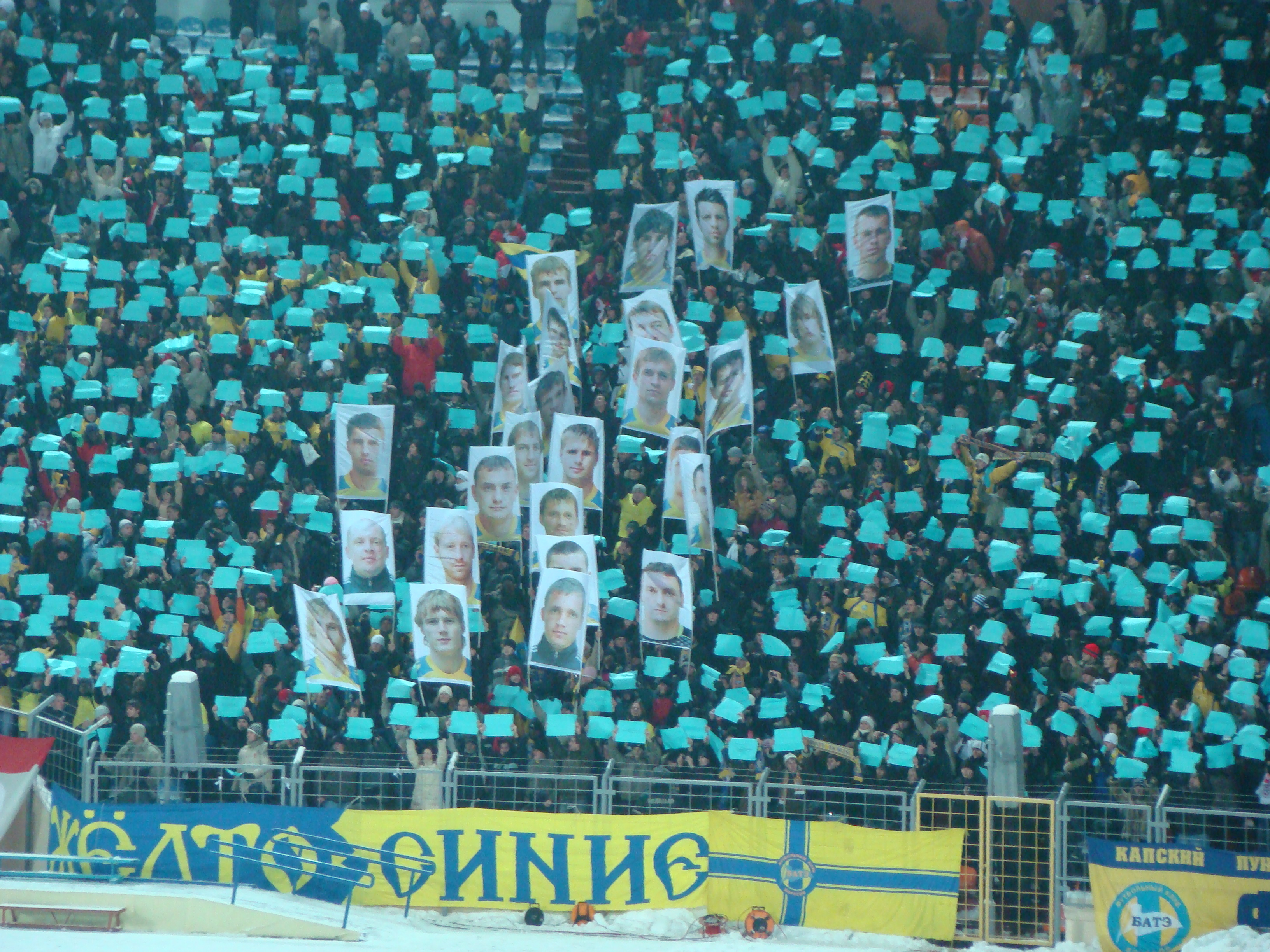
Фан-сектор БАТЭ на матче с мадридским «Реалом» в Минске, 2008 год.

2008 год стал особенным как в истории БАТЭ, так и всего белорусского футбола. В конце года Игорь Криушенко неожиданно ушёл на пост главного тренера в стан главного соперника борисовчан минское «Динамо». Его место занял возглавлявший дублирующую команду БАТЭ Виктор Гончаренко, который выступал за главную команду с 1998 по 2002 год на позиции защитника. Укрепив вратарскую позицию Сергеем Веремко, БАТЭ преодолел третий квалификационный раунд Лиги чемпионов и стал первым белорусским клубом, сумевшим пробиться в групповой этап соревнования. В первом квалификационном раунде был обыгран исландский «Валюр» с общим счётом 3:0 (2:0 дома и 1:0 в гостях). Во втором квалификационном раунде БАТЭ сенсационно одолел бельгийский «Андерлехт»: 2:1 в гостях и 2:2 в домашней встрече. В третьем квалификационном раунде соперником БАТЭ был болгарский «Левски». Матч в Софии закончился со счётом 1:0 в пользу БАТЭ, а в ответной игре в Борисове команда обеспечила необходимую ничью 1:1.
В групповой стадии БАТЭ попал в группу H вместе с «Реалом» (Мадрид), «Ювентусом» (Турин), «Зенитом» (Санкт-Петербург). В первой игре на выезде БАТЭ уступил «Реалу» со счётом 0:2. Во второй игре с «Ювентусом» сыграл вничью 2:2. В третьей игре на выезде сыграл вничью 1:1 с «Зенитом», а в четвёртой проиграл ему в Минске со счётом 0:2. В последней игре БАТЭ сыграл с «Ювентусом» вничью со счётом 0:0. В итоге, набрав 3 очка в 6 играх, клуб занял последнее место в группе и закончил своё выступление в еврокубках.

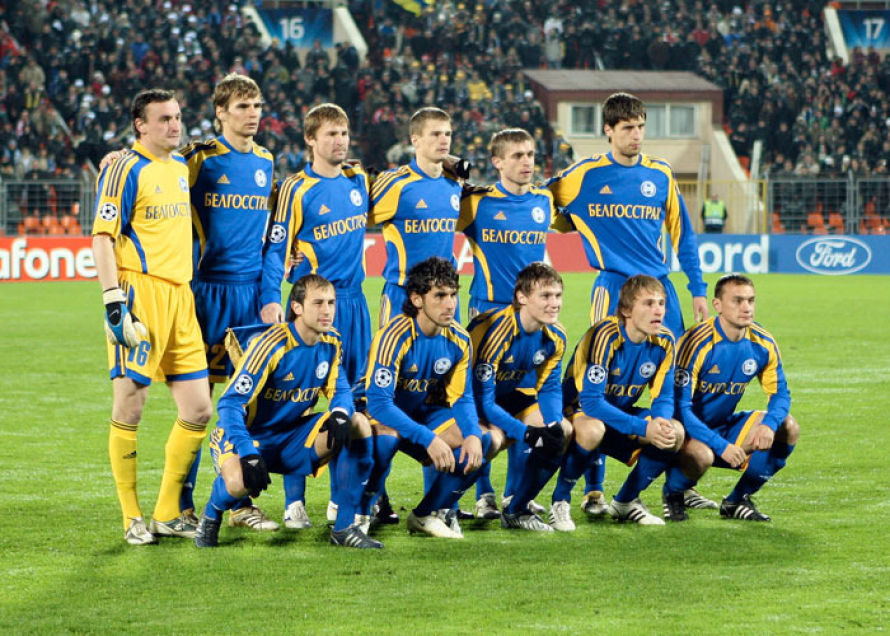
БАТЭ в Лиге чемпионов 2008/09

31 октября 2008 года БАТЭ стал пятикратным чемпионом Беларуси. В этот день был сыгран перенесённый матч 17-го тура, в клуб обыграл жодинское «Торпедо» со счётом 2:1 и за два тура до финиша стали недосягаемыми для преследователей.
В 2009 году борисовчанам не удалось в Европе повторить успех 2008-го. В Лиге чемпионов БАТЭ дошёл до третьего раунда (во втором переиграв 2 раза со счётом 2:0 македонский клуб «Македония ГП» (Скопье), где уступил по сумме двух матчей латвийскому «Вентспилсу» (0:1 и 2:1, по голам на выезде). После этого команда попала в плей-офф Лиги Европы, где встретилась с болгарским «Литексом» (Ловеч). В первом матче на своём стадионе белорусы проиграли 0:1. Однако в ответном матче борисовчане сумели в основное время отквитать этот дефицит, а в дополнительное — более чем уверенно развить этот успех, в итоге — победа 4:0 и путёвка в групповой этап Лиги Европы УЕФА. Розыгрыш в групповом этапе БАТЭ начал с двух поражений: от «Бенфики» — 0:2 и «Эвертона» — 1:2 (гол на счету Дмитрия Лихтаровича). В следующем матче была одержана волевая победа над греческим АЕКом 2:1 (Павлов, Алумона). В Греции соперники разошлись миром — 2:2 (Родионов, Володько), а после домашнего поражения от «Бенфики» 1:2 (Сосновский) борисовчане потеряли шансы на продолжение борьбы в Лиге Европы. В заключительном матче группового турнира борисовчане на выезде обыграли «Эвертон» со счётом 1:0 (Юревич) и с 7 очками заняли 3-е место.
5 октября 2009 года, одержав победу над новополоцким «Нафтаном» на поле борисовского городского стадиона, БАТЭ в четвёртый раз подряд и шестой раз в новейшей истории стал чемпионом Беларуси. Ещё в первом тайме в ворота гостей были забиты четыре безответных мяча.
Сезон 2010 стартовал для БАТЭ 8 марта, когда в матче c обладателем Кубка Беларуси 2008/09 новополоцким «Нафтаном» был разыгран первый в истории Суперкубок Беларуси. Победив в серии послематчевых пенальти, борисовчане стали первыми обладателями трофея.
23 мая 2010 года в финальном матче за Кубок Беларуси на минском стадионе «Динамо», БАТЭ со счётом 5:0 разгромил жодинское «Торпедо» и во второй раз в своей истории стал обладателем Кубка.
26 августа 2010 года завоевал право играть в групповом этапе Лиги Европы. Предварительно был обыгран исландский «Хабнарфьордюр» (5:1 дома, 1:0 в гостях), затем поражение по сумме 2 матчей от датского «Копенгагена» (0:0 дома и 2:3 в гостях) в Лиге чемпионов. Затем в квалификации Лиги Европы был дважды обыгран португальский «Маритиму» (3:0 дома и 2:1 в гостях). По результатам жеребьёвки соперниками БАТЭ стали нидерландский АЗ (победа 4:1 дома, поражение 0:3 в гостях), «Динамо» (Киев; 2:2 в гостях, поражение 1:4 дома), «Шериф» (Тирасполь; победа 1:0 в гостях; победа 3:1 дома). По итогам группового турнира борисовчане впервые вышли в 1/16 финала европейского кубка, где по сумме двух встреч уступили французскому «ПСЖ» (2:2 дома и 0:0 на выезде).

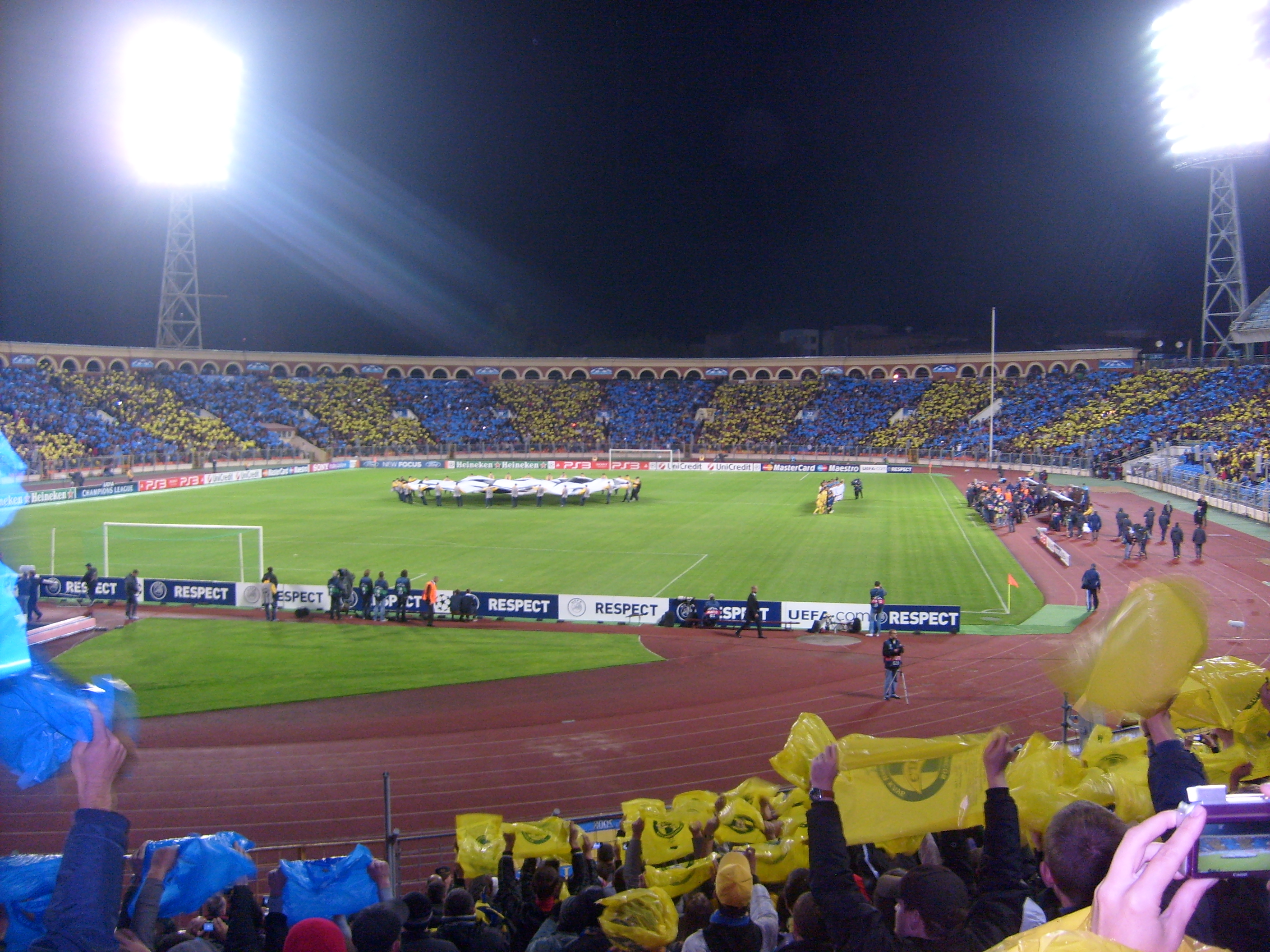
Матч БАТЭ — «Барселона» на минском стадионе «Динамо», 2011 год.

2 августа 2011 года клуб получил право играть в раунде плей-офф чемпионской квалификации Лиги чемпионов, обыграв во втором квалификационном раунде «Линфилд» (1:1 в гостях, 2:0 дома), а в третьем — «Экранас» (0:0 в гостях, 3:1 дома). 24 августа БАТЭ обыграл австрийский «Штурм» в гостях 0:2 (1:1 дома) и второй раз в своей истории вышел в групповой этап Лиги чемпионов, получив, при этом, место в третьей корзине. По результатам жеребьёвки БАТЭ отправился в группу H вместе с «Барселоной», «Миланом» и «Викторией» (Пльзень). Турнир команда начала выездной ничьей с «Викторией» (1:1). Первый домашний матч с «Барселоной» БАТЭ проиграл с разгромным счётом 0:5. Затем последовали ещё 2 поражения и две ничьи (в том числе с «Миланом» дома). Заняв последнее место в группе, БАТЭ закончил участие в Лиге чемпионов.
Сезон 2012 года команда начала с поражения в матче за Суперкубок Беларуси от ФК «Гомель» (0:2). В чемпионате страны БАТЭ также начал с поражения, однако затем одержал 11 побед подряд. На старте Лиги чемпионов 2012/13 борисовчане во втором квалификационном раунде обыграли «Вардар» из столицы Македонии Скопье (3:2 дома, 0:0 в гостях), а в третьем раунде — «Дебрецен» (1:1 дома, 2:0 в гостях). 28 августа 2012 года, БАТЭ по сумме двух матчей обошёл израильский «Хапоэль» из Кирьят-Шмона (2:0 дома, 1:1 в гостях) и в третий раз в своей истории вышел в групповой этап Лиги чемпионов. Начали его подопечные Виктора Гончаренко удачно. 19 сентября 2012 года в первом туре борисовский клуб одержал первую в своей истории победу на групповом этапе Лиги чемпионов, обыграв на выезде бронзового призёра чемпионата Франции «Лилль» со счётом 3:1. Затем последовала ещё более громкая сенсация. Во втором туре БАТЭ обыгрывает одного из грандов мирового футбола мюнхенскую «Баварию» — также 3:1. Однако далее последовали два поражения от испанской «Валенсии» (0:3 дома, 2:4 в гостях). Тем временем в октябре борисовчане выбывают из кубка страны на стадии 1/8 финала, проиграв «Торпедо-БелАЗ» 0:1. Но 11 ноября 2012 года БАТЭ подтверждает звание лучшей команды Беларуси, разгромив на родном стадионе в рамках 31-го тура чемпионата ФК «Минск» со счётом 5:1. БАТЭ в девятый раз стал чемпионом Беларуси, причём седьмой раз подряд. Выступление в Лиге чемпионов БАТЭ закончил двумя поражениями: от «Лилля» и «Баварии». По итогам группового турнира команда обеспечила выход в 1/16 финала Лиги Европы. Там БАТЭ встретился с турецким «Фенербахче» и уступил по сумме двух матчей (0:0 в Гродно и 0:1 в Стамбуле).
В сезоне 2013 уступили по сумме двух матчей в Лиге чемпионов казахстанскому «Шахтёру». 13 октября 2013 года с поста главного тренера по обоюдному согласию сторон ушёл Виктор Гончаренко, перебравшись в команду Российской премьер-лиги Кубань. До конца сезона оставалось 6 игр. На его место был назначен воспитанник белорусского клуба Александр Ермакович.

### 2013—2018
После того, как в середине осени-2013 Александр Ермакович сменил на посту главного тренера Виктора Гончаренко, привёл команду к золоту чемпионата страны-2013. На старте сезона-2014 команда выиграла Суперкубок Беларуси. Летом 2014 БАТЭ под началом Ермаковича 4-й раз в истории пробился в групповой турнир Лиги чемпионов, по пути были обыграны албанский «Скендербеу», венгерский «Дебрецен», словацкий «Слован». В групповом этапе выступили неудачно, добыв единственную победу над испанским «Атлетиком» (2:1) и разгромно проиграв португальскому «Порту» и украинскому «Шахтёру», при этом установив антирекорд по пропущенным голам на групповом этапе Лиги чемпионов (-22). Осенью БАТЭ в 11-й раз выиграли звание чемпионов страны. Старт сезона-2015 был ознаменован очередным выигрышем Суперкубка Беларуси и Кубка Беларуси. Летом 2015 команда в 5-й раз прошла в групповой турнир Лиги чемпионов. Клуб до последнего тура претендовал на выход в плей-офф. 16 октября клуб вновь досрочно стал чемпионом Беларуси. По итогам сезона Ермакович удостоился титула лучшего тренера Беларуси. В сезоне-2016 БАТЭ весной выиграл Суперкубок Беларуси, а осенью завоевал очередной чемпионский титул, за 5 туров до финиша. В 2017 году Ермакович выиграл ещё два трофея — Суперкубок Беларуси и чемпионский Кубок, став тем самым самым титулованным тренером на внутренней арене (10 трофеев). Попутно команда пробилась в групповой турнир Лиги Европы. В январе 2018-го Ермакович вошёл в штаб московского ЦСКА, где стал помогать Виктору Гончаренко.

### С 2018
В январе 2018 года главным тренером БАТЭ был назначен Олег Дулуб, однако уже в июне в связи с отрицательными результатами был уволен. Исполняющим обязанности главного тренера был назначен Алексей Бага. Летом клуб завоевал право играть в групповом этапе Лиги Европы. Были обыграны финский ХИК (0:0 дома, 2:1 в гостях), азербайджанский «Карабах» (1:1 дома, 1:0 в гостях), затем последовало поражение от нидерландского ПСВ (2:3 дома и 0:3 в гостях) в Лиге чемпионов. В группе L Лиги Европы команда заняла второе место, дважды проиграв английскому «Челси» (0:1 дома и 1:3 в гостях), дважды обыграв венгерский «МОЛ Види» (оба матча — 2:0) и обменявшись победами с греческим ПАОКом (1:4 дома и 3:1 в гостях). 22 сентября скончался многолетний председатель правления клуба, с которым связывали многие его успехи Анатолий Капский. В 1/16 финала соперником БАТЭ стал лондонский «Арсенал». БАТЭ выиграл домашний матч 1:0, в Лондоне проиграл 0:3.
В ноябре клуб стал 15-кратным чемпионом Беларуси и добавил третью звезду на эмблему.

### 2020
В мае 2020 года клуб из Борисова в финале национального Кубка обыграл «Динамо» из Бреста, установив новый рекорд Беларуси: став первой командой, которая брала этот трофей 4 раза.

## Дерби
Белорусское классико — противостояния двух популярнейших и наиболее титулованных футбольных клубов Беларуси — борисовского БАТЭ и минского «Динамо».
Соседское дерби — футбольное дерби между командами БАТЭ и «Торпедо-БелАЗ» (Жодино), так как всего 15 км разделяют Жодино и Борисов.

## Достижения

### Национальные

#### СССР
- Чемпионат БССР
  - Чемпион (3): 1974, 1976, 1979
  - Вице-чемпион: 1978
- Кубок БССР
  - Обладатель: 1976

#### Беларусь
- Чемпионат Беларуси
  - Чемпион (15 — рекорд): 1999, 2002, 2006, 2007, 2008, 2009, 2010, 2011, 2012, 2013, 2014, 2015, 2016, 2017, 2018
  - Вице-чемпион (7): 1998, 2000, 2003, 2004, 2019, 2020, 2021
  - Бронзовый призёр (2): 2001, 2022
- Кубок Беларуси
  - Обладатель (5 — рекорд): 2005/06, 2009/10, 2014/15, 2019/20, 2020/21
  - Финалист (5): 2001/02, 2004/05, 2006/07, 2015/16, 2017/18
- Суперкубок Беларуси
  - Обладатель (8 — рекорд): 2010, 2011, 2013, 2014, 2015, 2016, 2017, 2022
- Вторая лига
  - Победитель: 1996
- Первая лига
  - Серебряный призёр: 1997

### Другие турниры
Кубок Дариды
- Обладатель: 2005[25]

## Стадион

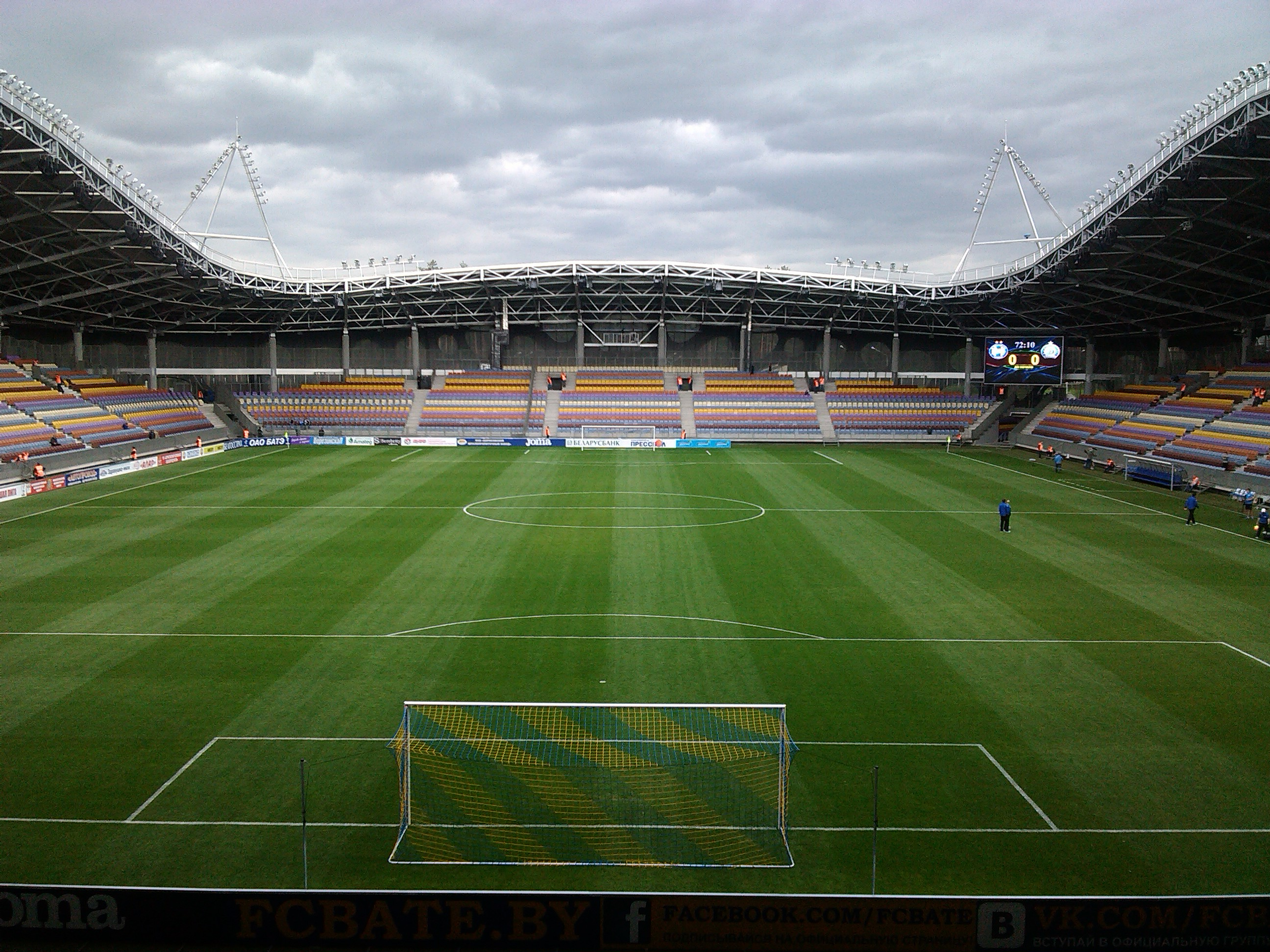
Трибуны Борисов-арены.

С момента основания команда проводила свои домашние матчи на Борисовском городском стадионе, построенном в 1963 году. Стадион имеет две трибуны общей вместимостью 5402 места. В 2008 году над восточной трибуной возведён козырёк. Установлены мачты искусственного освещения, имеется электронное табло. Стадион допущен к проведению международных соревнований. Однако матчи стадии плей-офф и групповых этапов еврокубков, по требованиям УЕФА, клуб был вынужден проводить на минском стадионе «Динамо», а также в Гродно.
Строительство нового стадиона «Борисов-арена» началось 12 ноября 2010 года. Он расположен на окраине города, в лесном массиве рядом с автодорогой на Минск, на расстоянии в 60 километров от аэропорта. Авторство проекта принадлежит словенской кампании «Ofis arhitekti». Вместимость стадиона — 13 126 мест, примерная стоимость — 48 млн евро. 3 мая 2014 года стадион в Борисове был открыт. 8 мая 2014 года БАТЭ реализовал 3046 абонементов на свои домашние матчи на этом стадионе.

## База
Учебно-тренировочная база ФК БАТЭ расположена за городом, в деревне Дудинка, на территории оздоровительного комплекса ОАО «БАТЭ». База включает два тренировочных поля с естественным газоном размерами 105х68 и 90×60 м, комплекс со спортивным и тренажёрным залами, бассейном, медицинский восстановительный центр и жилищно-административный корпус.

## Основной состав
| 16 | Флаг Беларуси | Вр  | Данила Сокол       | 2001 |  |  |  |  |  |
| 35 | Флаг Беларуси | Вр  | Арсений Скопец     | 2005 |  |  |  |  |  |
| 81 | Флаг Беларуси | Вр  | Даниил Мартинович  | 2006 |  |  |  |  |  |
|    |               |     |                    |      |  |  |  |  |  |
| 3  | Флаг Беларуси | Защ | Артём Рахманов     | 1990 |  |  |  |  |  |
| 5  | Флаг Беларуси | Защ | Егор Осипов        | 2003 |  |  |  |  |  |
| 6  | Флаг Франции  | Защ | Айк Мусаханян      | 1998 |  |  |  |  |  |
| 15 | Флаг Беларуси | Защ | Павел Пашевич      | 2001 |  |  |  |  |  |
| 23 | Флаг Беларуси | Защ | Илья Ращеня        | 1997 |  |  |  |  |  |
| 25 | Флаг Беларуси | Защ | Никита Нескоромный | 2005 |  |  |  |  |  |
| 66 | Флаг Беларуси | Защ | Арсений Агеев      | 2004 |  |  |  |  |  |
| 98 | Флаг Беларуси | Защ | Матвей Свидинский  | 2004 |  |  |  |  |  |
|    | Флаг Нигерии  | Защ | Джонатан Джон      | 2001 |  |  |  |  |  |
|    |               |     |                    |      |  |  |  |  |  |

| 7  | Флаг Беларуси     | ПЗ  | Александр Свирепа  | 1999 |  |  |  |  |  |
| 14 | Флаг Беларуси     | ПЗ  | Максим Телеш       | 2005 |  |  |  |  |  |
| 24 | Флаг Беларуси     | ПЗ  | Владислав Русенчик | 2001 |  |  |  |  |  |
| 27 | Флаг Беларуси     | ПЗ  | Роман Пилецкий     | 2003 |  |  |  |  |  |
| 33 | Флаг Беларуси     | ПЗ  | Виктор Сотников    | 2001 |  |  |  |  |  |
| 68 | Флаг Беларуси     | ПЗ  | Данила Жульпа      | 2004 |  |  |  |  |  |
|    |                   |     |                    |      |  |  |  |  |  |
| 11 | Флаг России       | Нап | Николай Прудников  | 1998 |  |  |  |  |  |
| 21 | Флаг Беларуси     | Нап | Вадим Киселёв      | 2005 |  |  |  |  |  |
| 22 | Флаг Беларуси     | Нап | Владислав Яцкевич  | 2002 |  |  |  |  |  |
| 29 | Флаг Кот-д’Ивуара | Нап | Жан Шарль          | 2000 |  |  |  |  |  |
| 77 | Флаг Бельгии      | Нап | Ибрагим Каргбо     | 2000 |  |  |  |  |  |
| 80 | Флаг Беларуси     | Нап | Николай Мирский    | 2005 |  |  |  |  |  |

## БАТЭ-2
|  | Флаг Беларуси | Вр  | Даниил Мартинович  | 2006 |  |  |  |  |  |
|  | Флаг Беларуси | Вр  | Павел Катков       | 2006 |  |  |  |  |  |
|  |               |     |                    |      |  |  |  |  |  |
|  | Флаг Беларуси | Защ | Илья Брелуненко    | 2006 |  |  |  |  |  |
|  | Флаг Беларуси | Защ | Данила Вергейчик   | 2005 |  |  |  |  |  |
|  | Флаг Беларуси | Защ | Евгений Кодеба     | 2006 |  |  |  |  |  |
|  | Флаг Беларуси | Защ | Артемий Синькевич  | 2005 |  |  |  |  |  |
|  | Флаг Беларуси | Защ | Артём Чикилевский  | 2006 |  |  |  |  |  |
|  | Флаг Беларуси | Защ | Егор Чуевский      | 2005 |  |  |  |  |  |
|  | Флаг Беларуси | Защ | Захар Шевчик       | 2006 |  |  |  |  |  |
|  |               |     |                    |      |  |  |  |  |  |
|  | Флаг Беларуси | ПЗ  | Илья Баранов       | 2004 |  |  |  |  |  |
|  | Флаг Беларуси | ПЗ  | Валерий Кисель     | 2006 |  |  |  |  |  |
|  | Флаг Беларуси | ПЗ  | Платон Колосовский | 2005 |  |  |  |  |  |

|  | Флаг Беларуси | ПЗ  | Глеб Протасеня      | 2005 |  |  |  |  |  |
|  | Флаг Беларуси | ПЗ  | Егор Русаков        | 2006 |  |  |  |  |  |
|  | Флаг Беларуси | ПЗ  | Алесь Сахончик      | 2006 |  |  |  |  |  |
|  | Флаг Беларуси | ПЗ  | Максим Телеш        | 2005 |  |  |  |  |  |
|  | Флаг Беларуси | ПЗ  | Иван Черных         | 2004 |  |  |  |  |  |
|  | Флаг Беларуси | ПЗ  | Андрей Шкондин      | 2005 |  |  |  |  |  |
|  | Флаг Беларуси | ПЗ  | Ян Шумский          | 2005 |  |  |  |  |  |
|  |               |     |                     |      |  |  |  |  |  |
|  | Флаг Беларуси | Нап | Максим Мардас       | 2006 |  |  |  |  |  |
|  | Флаг Беларуси | Нап | Владислав Орловский | 2004 |  |  |  |  |  |
|  | Флаг Беларуси | Нап | Александр Петрович  | 2005 |  |  |  |  |  |
|  | Флаг Беларуси | Нап | Максим Пралеска     | 2006 |  |  |  |  |  |

## Трансферы

### Лето 2025
| Позиция | Игрок           | Клуб               |
| ------- | --------------- | ------------------ |
| Защ     | Арсений Агеев * | Локомотив (Москва) |

| Позиция | Игрок             | Клуб               |
| ------- | ----------------- | ------------------ |
| ПЗ      | Дональд Донго *** | Свободный агент    |
| ПЗ      | Райан Гиберо ***  | Тренчин            |
| Защ     | Владислав Лях *** | Спартак (Кострома) |
| ПЗ      | Игорь Костров *** | Свободный агент    |
| ПЗ      | Кирилл Черноок *  | Славия-Мозырь      |

### Межсезонье 2024/2025
| Позиция | Игрок                 | Клуб           |
| ------- | --------------------- | -------------- |
| ПЗ      | Дональд Донго ***     | Днепр-Могилёв  |
| ПЗ      | Райан Гиберо ***      | Сморгонь       |
| Защ     | Илья Ращеня ***       | Гомель         |
| Защ     | Владислав Лях ***     | Динамо (Брест) |
| Вр      | Данила Сокол ***      | Славия         |
| ПЗ      | Александр Свирепа *** | Динамо (Минск) |
| Нап     | Николай Прудников *** | Волгарь        |
| ПЗ      | Игорь Костров ***     | Неман          |
| Нап     | Ибрагим Каргбо ***    | Единство Уб    |
| Нап     | Жан Шарль             | СКА-Хабаровск  |

| Позиция | Игрок                 | Клуб            |
| ------- | --------------------- | --------------- |
| ПЗ      | Заи Сидибе ***        | Свободный агент |
| Нап     | Оралхан Омиртаев ***  | Актобе          |
| Защ     | Руслан Хадаркевич *** | Свободный агент |
| Защ     | Шериф Жимо ***        | Ордабасы        |
| Защ     | Ян Аффи ***           | Тоур            |
| Нап     | Темур Джикия ***      | Пюник           |
| ПЗ      | Олег Никифоренко ***  | МЛ Витебск      |
| ПЗ      | Илья Алексиевич ***   | Гомель          |
| ПЗ      | Денис Гречихо ***     | Динамо (Минск)  |

* В аренду.

** Из аренды.

*** Свободный агент.

### В аренде
| Поз. | Игрок               | Клуб         |
| ---- | ------------------- | ------------ |
| Вр   | Владислав Игнатьев  | Минск        |
| ПЗ   | Арсений Блоцкий     | Юни Икс Лабс |
| ПЗ   | Захар Гицелев       | Волна        |
| Нап  | Александр Шведчиков | Арсенал      |

## Тренерский штаб
- Главный тренер —  Артём Концевой
- Старший тренер —  Владимир Невинский
- Тренер —  Дмитрий Лихтарович
- Тренер —  Виталий Рогожкин
- Тренер вратарей —  Борис Панкратов
- Тренер по физической подготовке —  Алина Талай

## Игроки-рекордсмены
В данном разделе представлены рекордсмены БАТЭ по количеству проведённых матчей и забитых мячей во всех турнирах по состоянию на 24 декабря 2021 года.

### Игроки с наибольшим количеством матчей
| №  | Игрок               | Сезоны                         | Чемпионат | Кубок | Еврокубки | Суперкубок | Всего |
| -- | ------------------- | ------------------------------ | --------- | ----- | --------- | ---------- | ----- |
| 1  | Дмитрий Лихтарович  | 2002 − 2015                    | 288       | 52    | 82        | 5          | 427   |
| 2  | Игорь Стасевич      | 2004 − 2010, 2015 − 2020       | 274       | 53    | 80        | 6          | 413   |
| 3  | Виталий Родионов    | 2006 − 2018                    | 262       | 48    | 96        | 6          | 412   |
| 4  | Александр Володько  | 2008 − 2018, 2020              | 216       | 29    | 82        | 6          | 333   |
| 5  | Дмитрий Бага        | 2008 − 2015, 2017 − 2020       | 201       | 33    | 64        | 8          | 307   |
| 6  | Максим Скавыш       | 2007 − 2011, 2018 − 2021       | 187       | 37    | 59        | 4          | 287   |
| 7  | Александр Ермакович | 1998 − 2008                    | 223       | 33    | 23        | 0          | 279   |
| 8  | Александр Федорович | 1996 − 2007                    | 208       | 30    | 24        | 0          | 262   |
| 9  | Евгений Яблонский   | 2014 − 2021                    | 181       | 36    | 37        | 5          | 259   |
| 10 | Павел Нехайчик      | 2007 − 2011, 2013, 2020 − 2021 | 174       | 32    | 45        | 4          | 255   |

### Игроки с наибольшим количеством голов
| №   | Игрок            | Сезоны                         | Чемпионат | Кубок | Еврокубки | Суперкубок | Всего |
| --- | ---------------- | ------------------------------ | --------- | ----- | --------- | ---------- | ----- |
| 1   | Виталий Родионов | 2006 − 2018                    | 118       | 22    | 20        | 1          | 161   |
| 2   | Максим Скавыш    | 2007 − 2011, 2018 − 2021       | 73        | 10    | 6         | 0          | 89    |
| 3   | Михаил Гордейчук | 2011 − 2012, 2014 − 2018       | 52        | 13    | 10        | 2          | 77    |
| 4   | Николай Рындюк   | 1996 − 1998, 1999, 2004        | 71*       | 3     | 0         | 0          | 74    |
| 5   | Геннадий Близнюк | 2005 − 2008                    | 50        | 10    | 7         | 0          | 67    |
| 6   | Виталий Кутузов  | 1997 − 2004                    | 56        | 7     | 2         | 0          | 65    |
| 7   | Игорь Стасевич   | 2004 − 2010, 2015 − 2020       | 50        | 3     | 10        | 0          | 63    |
| 8-9 | Артём Концевой   | 2001 − 2002, 2010 − 2013       | 35        | 18    | 5         | 0          | 58    |
| 8-9 | Сергей Кривец    | 2006 − 2010, 2013 − 2014       | 46        | 5     | 7         | 0          | 58    |
| 10  | Павел Нехайчик   | 2007 − 2011, 2013, 2020 − 2021 | 38        | 7     | 10        | 1          | 56    |

* Из них 58 голов забил в первой (Д2) и второй (Д3) лигах.

## Главные тренеры клуба
| Тренер              | Период           | Трофеи                                                              |
| ------------------- | ---------------- | ------------------------------------------------------------------- |
| Лев Мазуркевич      | 1973—1981        | Чемпионат БССР (3), Кубок БССР (1)                                  |
| Юрий Пунтус         | 1996—2004        | Чемпионат Беларуси (2)                                              |
| Игорь Криушенко     | 2005—2007        | Чемпионат Беларуси (2), Кубок Беларуси (1)                          |
| Виктор Гончаренко   | 2008—2013        | Чемпионат Беларуси (6), Кубок Беларуси (1), Суперкубок Беларуси (3) |
| Александр Ермакович | 2013—2018        | Чемпионат Беларуси (5), Кубок Беларуси (1), Суперкубок Беларуси (4) |
| Олег Дулуб          | 2018             |                                                                     |
| Алексей Бага        | 2018—2019        | Чемпионат Беларуси (1)                                              |
| Кирилл Альшевский   | 2020,2022 — 2023 | Кубок Беларуси (1)                                                  |
| Александр Лисовский | 2020             |                                                                     |
| Виталий Жуковский   | 2021             | Кубок Беларуси (1)                                                  |
| Александр Михайлов  | 2022             | Суперкубок Беларуси (1)                                             |
| Кирилл Альшевский   | 2022 — 2023      |                                                                     |
| Игорь Криушенко     | 2024             |                                                                     |
| Иван Мигаль         | 2024 — 2025      |                                                                     |
| Артём Концевой      | 2025 — н. в.     |                                                                     |

## Поставщики формы и титульные спонсоры
| Период       | Поставщик формы | Титульный спонсор        |
| 1996—1998    | Adidas          | Stalker                  |
| 1999         | Beltona         | Stalker                  |
| 2000 — 2001  | Diadora         | Журавинка                |
| 2002 — 2004  | Adidas          | Xerox                    |
| 2005 — 2013  | Adidas          | Белгосстрах              |
| 2014 — 2016  | Joma            | Белгосстрах              |
| 2017         | Adidas          | Белгосстрах              |
| 2018-2021    | Adidas          | Минский тракторный завод |
| 2022 — 2023  | Adidas          | Фонбет                   |
| 2023 — 2024  | Puma            | Фонбет                   |
| 2025 — н. в. | Uhlsport        | Фонбет                   |

## Статистика выступлений

### Чемпионаты и Кубки Беларуси
Баланс игр в Высшей лиге Чемпионата Беларуси:
| Турниров | Матчей | В   | Н   | П   | МЗ   | МП  | РМ   |
| -------- | ------ | --- | --- | --- | ---- | --- | ---- |
| 26       | 746    | 490 | 156 | 100 | 1470 | 580 | +890 |

Баланс игр в Кубке Беларуси:
| Турниров | Матчей | В  | Н  | П  | МЗ  | МП  | РМ   |
| -------- | ------ | -- | -- | -- | --- | --- | ---- |
| 28       | 142    | 95 | 17 | 30 | 321 | 115 | +206 |

| Статистика выступлений ФК БАТЭ в чемпионатах и Кубках Беларуси | Статистика выступлений ФК БАТЭ в чемпионатах и Кубках Беларуси | Статистика выступлений ФК БАТЭ в чемпионатах и Кубках Беларуси | Статистика выступлений ФК БАТЭ в чемпионатах и Кубках Беларуси | Статистика выступлений ФК БАТЭ в чемпионатах и Кубках Беларуси | Статистика выступлений ФК БАТЭ в чемпионатах и Кубках Беларуси | Статистика выступлений ФК БАТЭ в чемпионатах и Кубках Беларуси | Статистика выступлений ФК БАТЭ в чемпионатах и Кубках Беларуси | Статистика выступлений ФК БАТЭ в чемпионатах и Кубках Беларуси | Статистика выступлений ФК БАТЭ в чемпионатах и Кубках Беларуси | Статистика выступлений ФК БАТЭ в чемпионатах и Кубках Беларуси | Статистика выступлений ФК БАТЭ в чемпионатах и Кубках Беларуси | Статистика выступлений ФК БАТЭ в чемпионатах и Кубках Беларуси |
| Сезон                                                          | Чемпионат, лига                                                | Место                                                          | И                                                              | В                                                              | Н                                                              | П                                                              | М                                                              | О                                                              |                                                                | Кубок                                                          | Бомбардиры                                                     | Мячи                                                           |
| -------------------------------------------------------------- | -------------------------------------------------------------- | -------------------------------------------------------------- | -------------------------------------------------------------- | -------------------------------------------------------------- | -------------------------------------------------------------- | -------------------------------------------------------------- | -------------------------------------------------------------- | -------------------------------------------------------------- | -------------------------------------------------------------- | -------------------------------------------------------------- | -------------------------------------------------------------- | -------------------------------------------------------------- |
| 1996                                                           | Вторая лига                                                    | 1 (15)                                                         | 28                                                             | 25                                                             | 2                                                              | 1                                                              | 79-10                                                          | 77                                                             | 1/16                                                           | Н.Рындюк                                                       | 28                                                             |                                                                |
| 1997                                                           | Первая лига                                                    | 2 (16)                                                         | 30                                                             | 25                                                             | 3                                                              | 2                                                              | 92-15                                                          | 78                                                             | 1/4                                                            | Н.Рындюк                                                       | 30                                                             |                                                                |
| 1998                                                           | Высшая лига                                                    | (15)                                                           | 28                                                             | 18                                                             | 4                                                              | 6                                                              | 50-25                                                          | 58                                                             | 1/2                                                            | А.Баранов                                                      | 9                                                              |                                                                |
| 1999                                                           | Высшая лига                                                    | (16)                                                           | 30                                                             | 24                                                             | 5                                                              | 1                                                              | 80-22                                                          | 77                                                             | 1/8                                                            | В.Кутузов                                                      | 19                                                             |                                                                |
| 2000                                                           | Высшая лига                                                    | (16)                                                           | 30                                                             | 20                                                             | 4                                                              | 6                                                              | 68-26                                                          | 64                                                             | 1/4                                                            | В.Кутузов                                                      | 18                                                             |                                                                |
| 2001                                                           | Высшая лига                                                    | (14)                                                           | 26                                                             | 16                                                             | 3                                                              | 7                                                              | 54-31                                                          | 51                                                             | Ф                                                              | В.Кутузов                                                      | 14                                                             |                                                                |
| 2002                                                           | Высшая лига                                                    | (14)                                                           | 27                                                             | 19                                                             | 2                                                              | 6                                                              | 52-20                                                          | 59                                                             | 1/4                                                            | И. Чумаченко                                                   | 11                                                             |                                                                |
| 2003                                                           | Высшая лига                                                    | (16)                                                           | 30                                                             | 20                                                             | 6                                                              | 4                                                              | 70-21                                                          | 66                                                             | 1/2                                                            | П.Беганский                                                    | 16                                                             |                                                                |
| 2004                                                           | Высшая лига                                                    | (16)                                                           | 30                                                             | 22                                                             | 4                                                              | 4                                                              | 59-25                                                          | 70                                                             | Ф                                                              | О.Страханович                                                  | 13                                                             |                                                                |
| 2005                                                           | Высшая лига                                                    | 5 (14)                                                         | 26                                                             | 12                                                             | 11                                                             | 3                                                              | 42-27                                                          | 47                                                             | О                                                              | А.Кобец                                                        | 11                                                             |                                                                |
| 2006                                                           | Высшая лига                                                    | (14)                                                           | 26                                                             | 16                                                             | 6                                                              | 4                                                              | 47-27                                                          | 54                                                             | Ф                                                              | Г.Близнюк                                                      | 11                                                             |                                                                |
| 2007                                                           | Высшая лига                                                    | (14)                                                           | 26                                                             | 18                                                             | 2                                                              | 6                                                              | 50-25                                                          | 56                                                             | 1/2                                                            | Г.Близнюк                                                      | 18                                                             |                                                                |
| 2008                                                           | Высшая лига                                                    | (16)                                                           | 30                                                             | 19                                                             | 10                                                             | 1                                                              | 54-20                                                          | 67                                                             | 1/2                                                            | Г.Близнюк, В. Родионов                                         | 16                                                             |                                                                |
| 2009                                                           | Высшая лига                                                    | (14)                                                           | 26                                                             | 19                                                             | 5                                                              | 2                                                              | 55-16                                                          | 62                                                             | О                                                              | С.Кривец                                                       | 14                                                             |                                                                |
| 2010                                                           | Высшая лига                                                    | (12)                                                           | 33                                                             | 21                                                             | 9                                                              | 3                                                              | 64-18                                                          | 72                                                             | 1/8                                                            | Р. Брессан                                                     | 15                                                             |                                                                |
| 2011                                                           | Высшая лига                                                    | (12)                                                           | 33                                                             | 18                                                             | 12                                                             | 3                                                              | 53-20                                                          | 66                                                             | 1/8                                                            | Р. Брессан                                                     | 13                                                             |                                                                |
| 2012                                                           | Высшая лига                                                    | (11)                                                           | 30                                                             | 21                                                             | 5                                                              | 4                                                              | 51-16                                                          | 68                                                             | 1/8                                                            | Р. Брессан                                                     | 11                                                             |                                                                |
| 2013                                                           | Высшая лига                                                    | (12)                                                           | 32                                                             | 21                                                             | 4                                                              | 7                                                              | 61-25                                                          | 67                                                             | 1/4                                                            | В. Родионов                                                    | 14                                                             |                                                                |
| 2014                                                           | Высшая лига                                                    | (12)                                                           | 32                                                             | 20                                                             | 11                                                             | 1                                                              | 44-21                                                          | 71                                                             | О                                                              | М. Гордейчук                                                   | 13                                                             |                                                                |
| 2015                                                           | Высшая лига                                                    | (14)                                                           | 26                                                             | 20                                                             | 5                                                              | 1                                                              | 68-11                                                          | 65                                                             | Ф                                                              | М. Гордейчук                                                   | 13                                                             |                                                                |
| 2016                                                           | Высшая лига                                                    | (16)                                                           | 30                                                             | 22                                                             | 4                                                              | 4                                                              | 73-25                                                          | 70                                                             | 1/2                                                            | М. Гордейчук, В. Родионов                                      | 15                                                             |                                                                |
| 2017                                                           | Высшая лига                                                    | (16)                                                           | 30                                                             | 21                                                             | 5                                                              | 4                                                              | 61-19                                                          | 68                                                             | Ф                                                              | М. Гордейчук                                                   | 18                                                             |                                                                |
| 2018                                                           | Высшая лига                                                    | (16)                                                           | 30                                                             | 23                                                             | 4                                                              | 3                                                              | 55-24                                                          | 73                                                             | 1/4                                                            | М. Скавыш                                                      | 11                                                             |                                                                |
| 2019                                                           | Высшая лига                                                    | (16)                                                           | 30                                                             | 22                                                             | 4                                                              | 4                                                              | 61-21                                                          | 70                                                             | О                                                              | С. Драгун                                                      | 14                                                             |                                                                |
| 2020                                                           | Высшая лига                                                    | (16)                                                           | 30                                                             | 17                                                             | 7                                                              | 6                                                              | 65-32                                                          | 58                                                             | О                                                              | М. Скавыш                                                      | 19                                                             |                                                                |
| 2021                                                           | Высшая лига                                                    | (16)                                                           | 30                                                             | 19                                                             | 8                                                              | 3                                                              | 61-27                                                          | 65                                                             | Ф                                                              | М. Скавыш                                                      | 9                                                              |                                                                |
| 2022                                                           | Высшая лига                                                    | (16)                                                           | 30                                                             | 16                                                             | 11                                                             | 3                                                              | 51-21                                                          | 59                                                             | Ф                                                              | С. Драгун                                                      | 10                                                             |                                                                |

### Статистика по турнирам
Баланс игр в европейских клубных турнирах: Статистика приведена по состоянию на 1 сентября 2023 года
| Турнир                | Матчи | В  | Н  | П  | МЗ  | МП  | РМ  |
| --------------------- | ----- | -- | -- | -- | --- | --- | --- |
| Лига чемпионов УЕФА   | 104   | 37 | 31 | 36 | 119 | 150 | −31 |
| Лига Европы УЕФА      | 45    | 16 | 11 | 18 | 57  | 72  | −15 |
| Лига конференций УЕФА | 6     | 2  | 0  | 4  | 4   | 13  | -9  |
| Кубок УЕФА            | 18    | 5  | 0  | 13 | 18  | 39  | −21 |
| Кубок Интертото       | 6     | 4  | 1  | 1  | 8   | 2   | +6  |
| Итого                 | 179   | 64 | 43 | 72 | 206 | 276 | −70 |

## Личные достижения игроков
Согласно официальному сайту
Футболисты года в Беларуси
Следующие футболисты были признаны Лучший футболист года Беларуси, выступая за БАТЭ:
- Александр Гутор — 2011
- Ренан Брессан — 2012
- Сергей Кривец — 2014
- Игорь Стасевич — 2015, 2018, 2019
- Михаил Гордейчук — 2017
- Максим Скавыш — 2020

Лучшие бомбардиры чемпионата Беларуси
Следующие футболисты были признаны Лучший бомбардир чемпионата Беларуси, выступая за БАТЭ:
- Виталий Родионов — 2008, 2013, 2016
- Геннадий Близнюк — 2008
- Ренан Брессан — 2010, 2011
- Михаил Гордейчук — 2016, 2017
- Максим Скавыш — 2020

Лучшие игроки чемпионата Беларуси
Следующие футболисты были признаны Лучший игрок чемпионата Беларуси, выступая за БАТЭ:
- Виталий Кутузов — 2001
- Дмитрий Лихтарович — 2002
- Сергей Кривец — 2009
- Ренан Брессан — 2011, 2012
- Виталий Родионов — 2008, 2013
- Игорь Стасевич — 2015, 2016, 2018, 2019
- Михаил Гордейчук — 2017
- Максим Скавыш — 2020

Лучшие вратари чемпионата Беларуси
Следующие футболисты были признаны Лучший вратарь чемпионата Беларуси, выступая за БАТЭ:
- Юрий Жевнов — 2003, 2004
- Сергей Веремко — 2008, 2009, 2010
- Александр Гутор — 2011
- Андрей Горбунов — 2012
- Сергей Черник — 2015
- Денис Щербицкий — 2017
- Андрей Кудравец — 2022

Лучшие защитники чемпионата Беларуси
Следующие футболисты были признаны Лучший защитник чемпионата Беларуси, выступая за БАТЭ:
- Артём Радьков — 2007
- Сергей Сосновский — 2008
- Игорь Шитов — 2009
- Александр Юревич — 2010
- Марко Симич — 2011
- Егор Филипенко — 2013, 2014
- Неманья Милунович — 2015, 2017

Лучшие полузащитники чемпионата Беларуси
Следующие футболисты были признаны Лучший полузащитник чемпионата Беларуси, выступая за БАТЭ:
- Дмитрий Лихтарович — 2009
- Ренан Брессан — 2010, 2011
- Александр Павлов — 2013
- Сергей Кривец — 2014
- Игорь Стасевич — 2015, 2016, 2018, 2019, 2020

Лучшие нападающие чемпионата Беларуси
Следующие футболисты были признаны Лучший нападающий чемпионата Беларуси, выступая за БАТЭ:
- Виталий Кутузов — 2001
- Виталий Родионов — 2010, 2011, 2012, 2013, 2016
- Михаил Гордейчук — 2014, 2017
- Максим Скавыш — 2020

Лучшие ассистенты Лиги Европы
Следующие футболисты были признаны Лучший ассистент Лиги Европы, выступая за БАТЭ:
- Игорь Стасевич — 2018/19

## Тренеры года в Беларуси
Следующие тренеры были признаны Лучший тренер года Беларуси, руководя «БАТЭ»:
- Игорь Криушенко — 2006, 2007[40]
- Виктор Гончаренко — 2008, 2009, 2010, 2012[41]
- Александр Ермакович — 2015[42]

## Закреплённые номера
- 2:  Дмитрий Лихтарович, полузащитник, 2002—2015.[43]
- 20:  Виталий Родионов, нападающий, 2006—2018.[44]

## Известные болельщики
- Вадим Галыгин[45]

## Дружественные клубы
- «Пяст»[46]